# 卡巴納區 (盧卡納斯省)
14°41′38″S 74°07′27″W / 14.69389°S 74.12417°W
卡巴納區（西班牙語：Distrito de Cabana），是秘魯的一個區，位於該國中南部阿亞庫喬大區的盧卡納斯省，面積402.6平方公里，海拔高度3,282米，2005年人口3,622，人口密度每平方公里9人。